# Udviklingspsykologi
Udviklingspsykologi (eng.: developmental psychology) er det fag indenfor psykologien, som beskæftiger sig med de psykologiske forandringer i individet, der sker i takt med, at det bevæger sig frem i sit livsforløb. Principielt spænder faget over hele menneskets livsbane, fra fødsel til død, men fokus har traditionelt været indsnævret til barndommen (og puberteten). Af denne grund er betegnelsen 'udviklingspsykologi' i almindelig brug ofte synonym med børnepsykologi, og en udviklingspsykolog forventes almindeligvis at være særlig kyndig på børns udvikling. Faget beskæftiger sig ikke i stort omfang med emnet personlig udvikling, hvilket navnet ellers kunne give indtryk af.
I det omfang faget omspænder voksenalderen, har fokus især været på perioder med intense forandringer (i lighed med barndom og pubertet), f.eks. i forbindelse med vigtige livsbegivenheder (pardannelse, forældreskab, m.v.). Især forandringer som følge af alderdom er blevet et vigtigt forskningsemne (gerontopsykologi). 

## Forskningsområder
Udviklingspsykologien beskæftiger sig med forandringer over en bred vifte af områder, herunder:
- Motoriske færdigheder
- Problemløsningsfærdigheder og intelligensudvikling
- Begrebsudvikling og sprogtilegnelse
- Tilknytning (se tilknytningsteori)
- Følelsesmæssig udvikling
- Identitetsdannelse
- Kønsforskelle og kønsroller
- Moralforståelse
- Kammeratskaber og jævnaldrenderelationer

Som følge af sit brede forskningsfelt har udviklingspsykologi grænseflade med alle psykologiske kernediscipliner; neuro-, kognitions-, personligheds-, socialpsykologi m.v. 
Udviklingspsykologien huser også mere generelle (almenpsykologiske) bestræbelser på en bestemmelse af selve udviklingsbegrebet; hvori består psykologisk udvikling? Hvordan udvirkes den?, etc.
I anvendt sammenhæng er udviklingspsykologien især knyttet til klinisk børnepsykologi og pædagogisk psykologi.

## Kendte udviklingspsykologiske teoretikere
Alfabetisk efter efternavn:
- John Bowlby (med Harry Harlow og Mary Ainsworth): tilknytningsteori
- Erik H. Erikson: identitetsudvikling; udvikling i voksenalderen
- Sigmund Freud: psykoseksuelle stadier, personlighedsdannelse
- Lawrence Kohlberg: moraludvikling
- Jean Piaget: kognitiv udvikling; kognitiv stadieteori
- Daniel Stern: spædbarnets interpersonelle univers
- Lev S. Vygotsky: kulturhistoriske skole; zone for nærmeste udvikling